# Brandee Younger

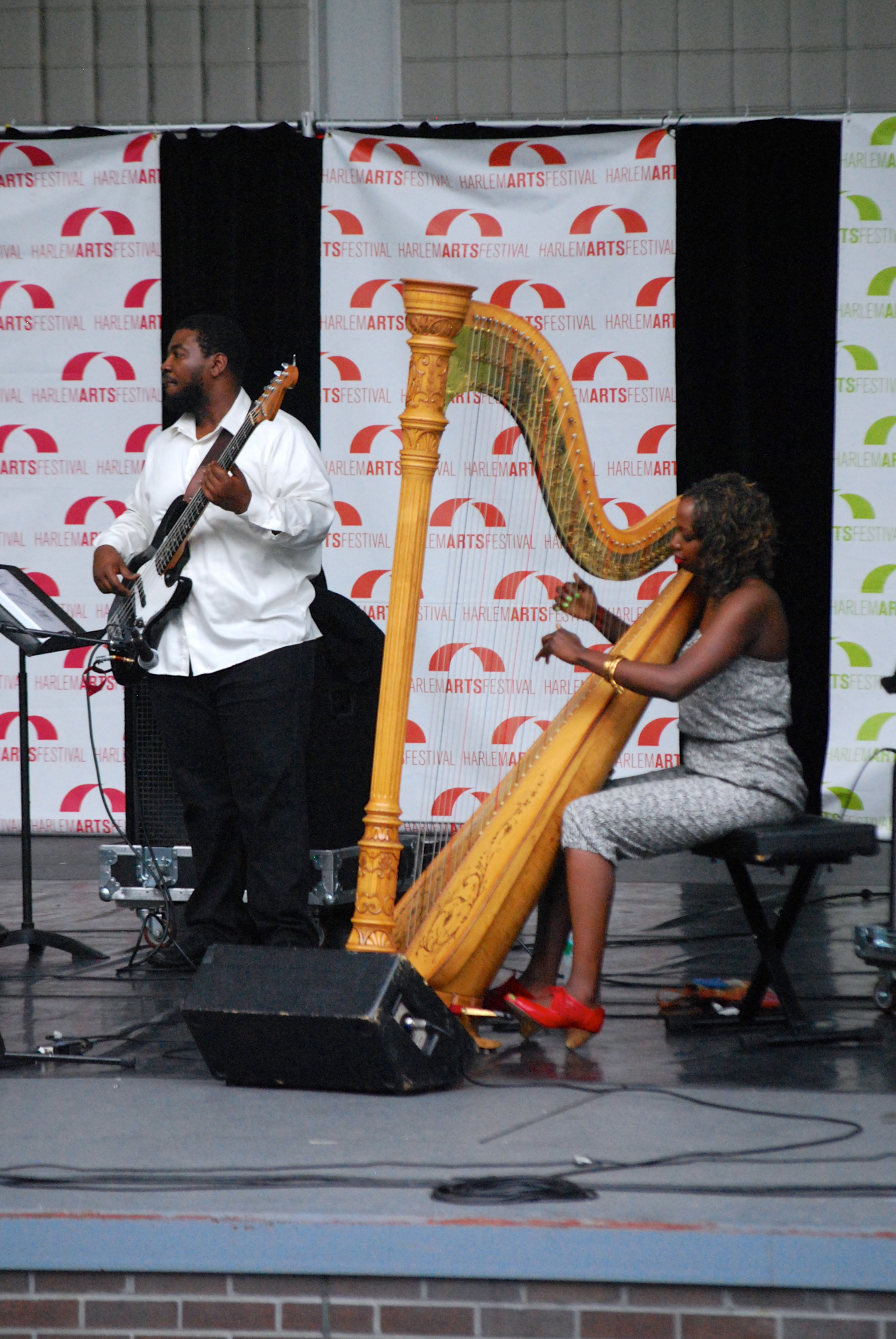
Brandee Younger (rechts, mit Dezron Douglas auf dem Harlem Arts Festival 2013)

Brandee A. Younger (* 1. Juli 1983 in Hempstead, New York) ist eine US-amerikanische Jazzmusikerin (Harfe, Komposition), die sich auch in musikalischen Bereichen wie Rhythm & Blues, Hip-Hop und der klassischen Musik betätigt. „Mit Brandee Younger am Ruder gewinnt das Instrument ein wenig an Seele, da sie sich um das musikalische Erbe von Harfenisten wie Dorothy Ashby und Alice Coltrane kümmert und seinem Repertoire mit ihren eigenen Kompositionen neues Leben einhaucht,“ schrieb The New Yorker.

## Leben und Wirken
Younger wuchs in Hempstead und in Uniondale auf. Sie studierte zunächst an der University of Hartford, an der sie den Bachelorabschluss in Harfenspiel und in Musik-Management erwarb. Ihr Masterstudium absolvierte sie in Musikinterpretation und Komposition an der Steinhardt School der New York University. In New York arbeitete sie ab Mitte der 2000er-Jahre u. a. mit Ravi Coltrane, Camille Thurman, Marcus Strickland, Jeremy Pelt, Jane Monheit, Robert Glasper, Christian McBride, Kassa Overall, ferner mit der Formation Brooklyn Raga Massive (Coltrane Raga Tribute) und mit dem Brian Landrus Orchestra.
Zudem leitete Younger ihr eigenes Brandee Younger 4Tet. Nach ihrer Debüt-EP Prelude und einem Livealbum (Live at the Breeding Ground) legte sie 2017 das Album Wax & Wane (Disk Union) vor; er folgten ihre Beteiligung an der Kompilation A Day in the Life: Impressions of Pepper (2018) und (im Selbstverlag 2019) die Produktion Soul Awakening, an dem u. a. Chelsea Baratz, Ravi Coltrane, Sean Jones, Dezron Douglas, Antoine Roney, E. J. Strickland und Corey Wilcox mitgewirkt hatten. Das Album erhielt eine positive Rezensionen im National Public Radio und The New Yorker. Im Bereich des Jazz war sie zwischen 2006 und 2020 an 23 Aufnahmesessions beteiligt, unter anderem mit Makaya McCraven (Universal Beings, 2018, und In These Times 2022), Joel Ross (Who Are You?), Jeremy Pelt (Griot: This Is Important!, 2021) und auf Amaro Freitas’ Album Y’Y (2024).
Ihr (kompositorisches) Schaffen ist von Alice Coltrane und Dorothy Ashby beeinflusst. Younger unterrichtet an der Adelphi University, an der Hartt School und an der Greenwich House Music School. 2019 wurde sie in der Kategorie Selten gespielte Instrumente für den JJA-Award der Jazz Journalists Association nominiert. Beim Down Beat Critics Poll 2020 wurde sie Siegerin als Rising Star in der derselben Kategorie.
John Lewis schrieb im Guardian, Younger habe ein Jazzvokabular für die Harfe entwickelt, das auf den Leistungen von Adele Girard, Dorothy Ashby, Alice Coltrane und Zeena Parkins aufbaue.
Auf dem Duo-Album Force Majeure mit ihrem Ehemann, dem Bassisten Dezron Douglas (International Anthem Recording Company, 2020) finden sich neben mehreren Titeln von John und Alice Coltrane überwiegend weitere Cover-Stücke etwa von Kate Bush, Sting oder Joe Raposo. Auf dem Soloalbum Somewhere Different (2021) hingegen, das dem Genre Smooth Jazz zugehört, finden sich neben einer Komposition des Album-Produzenten Dezron Douglas ausschließlich Stücke von Brandee Younger.

## Diskographische Hinweise
- Live at the Breeding Ground (2014), mit Stacy Dillard, Chelsea Baratz, Dezron Douglas, E.J. Strickland
- Wax and Wane (Disk Union, 2017, mit Chelsea Baratz, Dezron Douglas, Mark Whitfield)[7]
- Soul Awakening (2019)[3]
- Dezron Douglas & Brandee Younger: Force Majeure (International Anthem Recording Company, 2020)
- Somewhere Different (Impulse!, 2021)
- Brand New Life (Impulse!, 2023), mit Sean Jones, Joel Ross, Rashaan Carter, Makaya McCraven[8]
- Gadabout Season (Impulse!, 2025)[9]